# Новогоголівська вулиця (Житомир)
Новогоголівська вулиця — вулиця в Корольовському районі міста Житомир. 

## Розташування
Розташована у завокзальній частині міста. Бере початок від 1-го Завокзального провулка. Прямує на північний схід. Завершується глухим кутом за Крайнім провулком.

## Історія
Запроєктована у 1897 році з назвою 8-ма Привокзальна лінія. Забудова вулиці почала формуватися на початку ХХ століття. У 1908-1909 рр. в районі перехрестя з Новогоголівською вулицею завершувалися нинішні вулиці Нобелівська, Пилипа Орлика, Сергія Параджанова та їх забудова.
У першій половині ХХ століття вулиця отримала назву Гоголівська Нова, оскільки умовно являла собою продовження Гоголівської вулиці за залізничними коліями, хоча і пролягала відносно останньої під невеликим кутом. З 1950-х років відома чинна назва вулиці.
Напередодні Другої світової війни здебільшого сформувалася забудова вулиці між провулками 1-м Завокзальним та 2-м Новогоголівським.
Остаточно забудова вулиці формувалася протягом 1950 -х— 1960-х рр. Наприкінці 1960-х років вулиця та її садибна забудова сформовані.